# Ru van Rossem
Rudolf Harold (Ru) van Rossem (Amsterdam, 19 maart 1924 – Tilburg, 18 oktober 2007) was een Nederlands beeldhouwer, tekenaar en graficus.

## Leven en werk
Van Rossem werd geboren in Amsterdam en verhuisde als kind met zijn ouders naar Zaandam, waar hij het lyceum bezocht. Hij werd vanaf 1943 opgeleid aan het Rijksinstituut tot Opleiding van tekenleraren in Amsterdam, als leerling van Arend Hendriks en Jan van Tongeren. In de eerste helft van de jaren 50 woonde hij in Engeland, hij gaf er les aan het Great Yarmouth College of Art. Van 1958 tot 1985 was hij docent aan de Tilburgse academie. Leerlingen van hem waren onder anderen Karin Deneer, Hans Innemée, Phil Weterings en Ad Willemen.
Als kunstenaar maakte Van Rossem onder meer beelden, (pen)tekeningen, hout- en kopergravures, ex librissen, litho's en decor- en kostuumontwerpen. Hij won de gouden medaille van de Accademia delle belle arti in Parma, de Prijs voor grafiek op de Gorizia Biënnale, de Europäische Kulturpreis en goud bij de Biënnale van Perugia (1972). Hij werd benoemd tot Ridder in de Orde van de Nederlandse Leeuw (2003). Van Rossem was onder meer lid van de BBK, 'De Grafische' en de Londense Society of Woodengravers en erelid van de Accademia delle arti del disegno in Florence.

## Trivia
In Tilburg is er het Ru van Rossemhuis. Een voormalig pension heeft een bestemming gekregen als woon-werklocatie met eventueel thuiszorg, bedoeld voor oudere kunstenaars en geestverwanten.

## Beeldhouwwerken
- 1986 Nieuw leven, Pastoor van Erpstraat, Schijndel
- 1991 Fontein, Jeroen Boschtuin, 's-Hertogenbosch
- 1992 Sint Joris en de Draak in de Sint-Janskathedraal ('s-Hertogenbosch)